# Goldie
Clifford Joseph Price, mais conhecido como Goldie (Walsall, 19 de setembro de 1965) é um musicista de música eletrônica e ator da Inglaterra.
Em 1994, Goldie, juntamente com Kemistry e Storm, fundou a gravadora Metalheadz. Ele é considerado um dos pioneiros do gênero drum and bass, além de ter sido o primeiro artista do gênero a alcançar grande sucesso comercial.  Os destaques cabem à faixa Timeless, de 1995, e Inner City Life, esta eleita pelo portal Mixmag como uma das 100 maiores faixas de música eletrônica da história.
Ficou mais conhecido internacionalmente como ator por sua participação em 007 O Mundo não é o Bastante, filme da franquia cinematográfica de James Bond, de 1999, onde interpreta o capanga Mr. Bullion.

## Discografia

### Álbuns
- Timeless (1995)
- Ring of Saturn (1998)
- Saturnzreturn (1998)
- Sine Tempus (2006)
- Spawn: The Album (1997)